# Dominique Fernandez
Dominique Fernandez   (Neuilly-sur-Seine, 25 d'agost de 1929) és un novel·lista, assagista i crític francès. Premi Goncourt de l'any 1982, Membre de l'Acadèmia Francesa.

## Biografia
Dominique Fernandez va néixer el 25 d'agost de 1929 a Neuilly sur Seine. Fill de Ramon Fernandez, celebre crític literàri, amic de Marcel Proust i André Gide.
Va estudiar a l'Escola Normal Superior (ENS). Catedràtic d'italià (1955) i professor a l'Institut Francès de Nàpols (1957). Va obtenir el Doctorat en Lletres, amb la tesi "L'échec de Pavese" sobre Cesare Pavese. Va fer de professor d'italià a la Universitat de Rennes (Haute-Bretagne).
A partir del 1958 va començar la seva carrera com a escriptor i crític literàri a " Quinzaine Littéraire", "L'Express" i més tard a "Nouvel Observateur".

Se'l considera com l'inventor de la "psicobiografia".

## Premis i distincions
- 1974: Premi Médicis, per "Porporino ou les Mystères de Naples"
- 1982: Premi Goncourt per "Dans la main de l'ange"
- 2007: Membre de l'Academia Feancesa, amb el sillò de Jean Bernard (num. 25).
- Oficial de la Legió d'Honor (França)
- Comandant de l'Orde nacional del Mèrit (França)
- Comandant de l'Orde de la Creu del Sud (Brasil)
- Oficial de l'Orde nacional del Merit (Romania)

## Obres destacades
Dominique Fernandez es autor d'un nombre considerable d'obres, més de cinquanta, entre novel·les, assaig, llibres de viatge (Roma, Sant Petersburg, Sicília, Palerm, Praga, Síria, etc.) i llibres d'art, alguns d'ells amb fotografies de Ferrante Ferranti (Nàpols, Alger, Sibèria, Florència, etc.)
El 1959 va publicar la seva primera novel·la : L'Écorce des pierres i durant molts anys va estar lligat a l'editorial Grasset.
- 1962: L'Aube
- 1968: L'échec de Pavese
- 1969: Lettres à Dora
- 1971: Les Enfants de Gogol
- 1972: L'arbre jusqu’aux racines
- 1974: Porporino ou les Mystères de Naples
- 1978: L'Étoile rose
- 1981: Signor Giovanni
- 1982: Dans la main de l'ange
- 1984: Le Banquet des anges
- 1986: L'Amour
- 1994: Le Dernier des Médicis
- 2001: L'Amour qui ose dire son nom
- 2008: Dictionnaire amoureux de l'Italie
- 2009: Ramon
- 2014: On a sauvé le monde
- 2015: Fragments d'exil
- 2015: Amants d'Apollon - L'homosexualité dans la culture
- 2017: La société du mystère
- 2018: Où les eaux se partagent
- 2018: Stendhal
- 2018: Venise
- 2019: Le peintre abandonné
- 2020: L'Italie Buissonnière
- 2021: L'homme de trop (Grasset, ISBN 9782246822660
- 2022: L'homme de trop,2 (Grasset) ISBN 9782246826804
- 2023: Le roman soviétique, un continent à découvrir (Grasset)
- 2024: Un jeune homme simple (Grasset)
- 2025: Un choix impossible (Grasset)